# 拉皮丹鎮區 (明尼蘇達州布盧厄斯縣)
拉皮丹鎮區（英語：Rapidan Township）是位於美國明尼蘇達州布盧厄斯縣的一個行政鎮區。

## 地方資料
拉皮丹鎮區的面積為92.50平方千米，當中陸地面積為91.00平方千米，而水域面積為1.50平方千米。根據2020年美國人口普查的數據，當地共有人口1051人，而人口密度為每平方千米11.36人。